# Sárkánykő
A Sárkánykő az HBO Trónok harca című amerikai televíziós fantasy sorozat hetedik évadának első része, valamint összességében a sorozat 61. része. Ezt a részt a sorozat társírói, David Benioff és Daniel Brett Weis írták, rendezője Jeremy Podeswa.

## Története

### A Királyvárban
Cersei Lannister (Lena Headey) és Jaime Lannister (Nikolaj Coster-Waldau) megvitatják egymással az észak, kelet, dél és nyugat felől felől fenyegető ellenségeik lehetséges lépéseit. Jamie rámutat arra, hogy mennyire híján vannak a szövetségeseknek, mire Cersei feltárja előtte, hogy Euron Greyjoy (Pilou Asbæk) személyében új szövetségesre talált. Euron megérkezik Királyvárba a Vas flottával és felajánlja támogatását a királynő részére Cersei kezéért cserébe. Cersei visszautasítja az ajánlatot, kijelentve, hogy ő nem bízhat meg benne. Euron elfogadja az elutasítást és távozik azzal az ígérettel, hogy ajándékkal tér majd vissza, mellyel elnyeri majd a királynő bizalmát.

### A Három folyó völgyében
A Lobogó Nélküli Testvériség tagjai, köztük Sandor Cleganenal (Rory McCann), menedékre találnak Clegane földműves házában, akit korábban kiraboltak. Felfedezik a farmer és leányának holttesteit, Beric Dondarrion (Richard Dormer) társaságában és arra a következtetésre jutnak, hogy a földműves előbb lányát ölte meg, majd magával is végzett, azért, hogy ne kelljen éhezniük. Thoros of Myr (Paul Kaye) megkéri Sandort, hogy figyelje a kandallóban égő tűz lángjait, melynek következtében látomása lesz arról, hogy a Fal mellett több ezer holt gyalogol. Az éj leple alatt Thoros egy kinti zaj miatt nem tud aludni és, amikor kimegy megnézni mi is okozza e zajt, akkor látja, hogy Sandor épp sírt ás a földművesnek és leányának.

## Fordítás
Ez a szócikk részben vagy egészben  a   Dragonstone (Game of Thrones) című angol Wikipédia-szócikk ezen változatának fordításán alapul.  Az eredeti cikk szerkesztőit annak laptörténete sorolja fel. Ez a jelzés csupán a megfogalmazás eredetét és a szerzői jogokat jelzi, nem szolgál a cikkben szereplő információk forrásmegjelöléseként.